# Neige poudreuse
Pour les articles homonymes, voir Poudreuse.
La neige poudreuse est une couche de neige très légère et sans consistance, faite de cristaux retenant beaucoup d'air entre leurs prolongements. Elle est particulièrement facile à soulever par le vent pour donner de la poudrerie. Ce type de neige est particulièrement apprécié des skieurs.

## Formation
La neige qui tombe pendant une période de temps froid prend la forme de petits flocons, principalement des cristaux à 6 branches et des dendrites peu liés les uns des autres. Il est difficile de faire une boule de neige avec ce type de neige car elle ne collera pas. Elle tombe surtout en région continentale où l'humidité est réduite et les températures bien sous le point de congélation. La densité et la teneur en humidité de la neige poudreuse peuvent varier considérablement mais la teneur en eau est généralement de 4 à 7 %.

## Comportement
La neige poudreuse n'ayant pas de cohésion forte, elle est facilement déplacée par le vent. Elle peut donner une avalanche lors d'un choc mécanique ou thermal se produisant sur une pente qui en est recouverte,. Sa faible densité permet de s'y enfoncer facilement mais permet aussi une bonne glisse avec des skis.